# Tanjong Dalam Selatan
Tanjong Dalam Selatan is een bestuurslaag in het regentschap Aceh Utara van de provincie Atjeh, Indonesië. Tanjong Dalam Selatan telt 1703 inwoners (volkstelling 2010).